# 侯佳齡
侯佳齡（1975年8月5日—），臺灣桃園市人，中華民國政治人物、中國國民黨籍，曾任南山人壽業務經理、中國國民黨全國代表大會黨代表、全國青工總會會長、中央常務委員、中央委員。

## 個人背景
侯佳齡出生於台灣桃園地區的一般平凡家庭，父母都在批發市場工作；求學時期就讀台北市立大學運動教育研究所，並於該校所取得碩士學位。畢業後從事保險業務工作，曾經擔任南山人壽業務經理。2001年加入中國國民黨中壢市青工會，2005年當選為中壢市青工會長，2010年當選為桃園縣青工會總會長；而後陸續成為全國青工總會執行長、副總會長及總會長，負責業務為地方青年訓練、聯誼及照顧等。除青工會職務外，她也是國民黨全代會黨代表、中央常務委員及中央委員。

## 政治參與
2019年4月，參加國民黨2020年桃園市第6選區立委提名初選，競爭對手是由桃園市第3選區轉戰此區的現任立委陳學聖；初選民調結果落敗，未能代表國民黨參選該區立法委員。2019年11月，國民黨公布2020年第10屆全國不分區立法委員提名名單，侯佳齡被排入不分區第23名；後經中常會再次確認並調整名單，最終她的排名仍維持原先順序。選舉結果政黨得票數472萬3,504票、得票率33.36%，分配到13席不分區席次，侯佳齡未能當選該屆立法委員。
2022年12月，侯獲張善政延攬加入張善政市府團隊，擔任桃園市政府青年事務局局長。

## 選舉紀錄
| 年度 | 選舉屆數           | 選舉區                                 | 所屬政黨   | 得票數    | 得票率 | 當選標記 | 備註 |
| ---- | ------------------ | -------------------------------------- | ---------- | --------- | ------ | -------- | ---- |
| 2016 | 第九屆立法委員選舉 | 全國不分區及僑居國外國民立法委員選舉區 | 中國國民黨 | 3,280,949 | 26.91% |          |      |
| 2020 | 第十屆立法委員選舉 | 全國不分區及僑居國外國民立法委員選舉區 | 中國國民黨 | 4,723,504 | 33.36% |          |      |

## 外部連結
- 侯佳齡的Facebook專頁